# شارح (الطويلة)

تعديل مصدري - تعديل

شارح هي إحدى قرى عزلة الضلاع الاسفل بمديرية الطويلة التابعة لمحافظة المحويت، بلغ تعداد سكانها 65 نسمة حسب تعداد اليمن لعام 2004.